# Clube de Gaza
El Clube de Gaza es un equipo de fútbol de Mozambique que juega en la Liga Provincial de Gaza, una de las ligas regionales que conforman la tercera división de fútbol en el país.

## Historia
Fue fundado en el año 1969 en la localidad de Xai-Xai en la provincia de Gaza luego de la independencia de Mozambique y la fundación del pueblo.
La mejor época del club ha sido en los años 1990s, en donde logró ganar la Taça de Mozambique en la temporada 1991 al vencer al Maxaquene 2-1 en la final a partido único en el Estadio da Machava en Maputo. En la siguiente temporada el club alcanza la final, pero esta vez la pierde ante el CD Costa do Sol 1-4. En la temporada 1993 el club desciende de la Moçambola y no ha regresado a la máxima categoría desde entonces.
A nivel internacional han participado en dos torneos continentales, en donde nunca ha podido superar la primera ronda.

## Palmarés
- Taça de Mozambique: 1

1991
- Supercopa de Mozambique: 1

1992

## Participación en competiciones de la CAF
| Temporada | Torneo          | Ronda      | Club            | Casa | Visita | Global  |
| --------- | --------------- | ---------- | --------------- | ---- | ------ | ------- |
| 1992      | Recopa Africana | Preliminar | Denver Sundowns | 1-1  | 3-5    | 4-6     |
| 1993      | Recopa Africana | 1          | Arsenal         | 2-2  | 1-1    | 3-3 (v) |